# At Risk
At Risk es una película de drama romántico estadounidense de 1994 dirigida y protagonizada por Elana K. Pyle. La película trata sobre Lara (Pyle), quien después de pasar un año en México tratando sin éxito de salvar su matrimonio con Steven (Daniel McDonald), regresa a Estados Unidos para encontrar a su amante, Max (Vince Vaughn), un fotógrafo que ha desaparecido misteriosamente.
En 2007 se lanzó The Gift: At Risk, una versión que combina la película original en 35 mm con nuevas filmaciones en HD.

## Reparto
- Elana K. Pyle como Lara Wade
- Daniel McDonald  como Steven Wade
- Kim Myers como Jennifer Rich
- Vince Vaughn como Max Nolan
- Shirley Anne Field como Mrs. Nolan
- Randy Travis como Ellison
- Matthew Flint como Mark

## Recepción
El crítico Emanuel Levy de Variety reseñó el filme después de su proyección en el Festival Internacional de Cine de Hamptons en octubre de 1994. Levy criticó la narración, la trama y los aspectos técnicos de la producción, comentando que la directora «parece carecer de conocimientos técnicos sobre puntos vitales como la ubicación y el movimiento de la cámara, la iluminación y el encuadre».